# 408e régiment d'infanterie
Pour les articles homonymes, voir 408e régiment.
Le 408e régiment d'infanterie (408e RI) est un régiment d'infanterie de l'Armée de terre française constitué en 1915 avec des éléments provenant, principalement, des dépôts de la 8e région militaire (Bourges).
Les régiments dont le numéro est supérieur à 400 sont des régiments de marche.

## Création et différentes dénominations
- 1er avril 1915 : création du 408e RI
- 20 janvier 1919 : dissolution de l'unité

## Historique des garnisons, campagnes et batailles

### Première Guerre mondiale

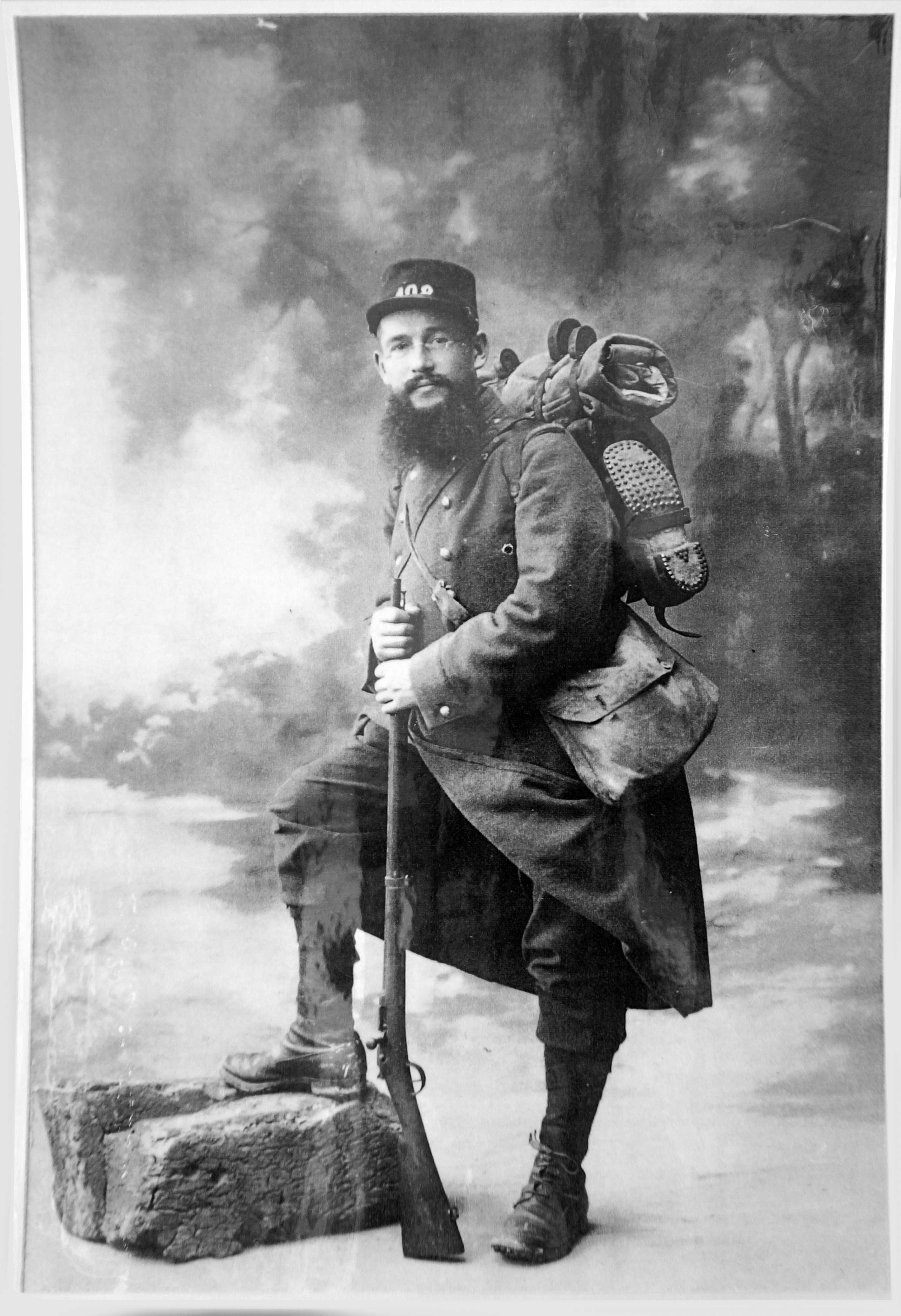
Le père Marmet du 408e.

Le régiment (à trois bataillons) est constitué en avril 1915 avec des éléments venus des dépôts de la 8e Région Militaire. Il occupe, dans le département du Cher, les cantonnements suivants : 
État-major et 1er bataillon à Mehun-sur-Yèvre,
2e bataillon à Quincy et Preuilly,
3e bataillon à Marmagne et Berry-Bouy.
À sa création, les effectifs sont de 43 officiers, 159 sous-officiers et 3 123 hommes de troupe.
Le régiment relève, avec le 409e RI, de la 303e brigade d'infanterie.

#### Affectations successives
- 152e Division d’Infanterie d’avril à juin 1915
- 120e Division d’Infanterie de juin 1915 à novembre 1918

#### Année 1915
- Le 12 avril 1915, le régiment rejoint son point de concentration à Tricot dans l'Oise.
- 1er mai : première garde aux tranchées à Gury et Plessier-de-Roye.
- 17 mai : occupation du sous-secteur du Marais commune de Thiescourt (Oise).
- Juin : occupation des centres de résistance (CR) de Plessier – Ouest et de la Porte-Rouge.
- 7 juillet : occupation du secteur du Marais – l’Écouvillon (CR du Chauffour – CR de l’Écouvillon – CR des Boucaudes) sur la commune de Thiescourt (Oise).
- 19 septembre : occupation secteur des Loges commune de Beuvraignes (Somme).
- 30 septembre : occupation des CR de Cessier et de la cote 97.
- 5 octobre : le 3e bataillon est amalgamé au 342e RIT dans les sous-secteurs Dancourt-Popincourt, Tilloloy Nord et Est (une compagnie dans chacun des CR).
- 12 octobre : deux compagnies du 1er bataillon (2e et 4e) renforcent les troupes du sous-secteur de Bus (Tilloloy Nord).
- 1er novembre : le régiment quitte les tranchées et va cantonner dans les localités de Ferrières, Godenvillers et Royaucourt. Jusqu’au 2 décembre, la 120e DI est au repos et à l’instruction.
- Du 5 au 21 décembre : occupation d’un sous-secteur à Beuvraignes - CR de la cote 97 et CR du Cessier.
- Du 21 décembre 1915 au 4 janvier 1916 : repos et instruction[1].

#### Année 1916
- Janvier 1916 : relèves en alternance avec le 409e RI dans le sous-secteur de Beuvraignes. Occupation des CR de la Chapelle et du Cessier.
- 17 février : relève dans le sous-secteur de Beuvraignes par le 42e RIC.
- 23 février : le régiment est alerté et s’embarque à Montdidier. Il prend la direction de Sainte-Menehould (Marne).

Bataille de Verdun;
- Du 2 au 11 mars : relève dans un sous-secteur des Hauts de Meuse de Vaux et occupation des positions autour du Fort de Vaux (secteur compris entre Damloup inclus au cimetière de Vaux exclus). Du 2 au 12 mars, le régiment enregistre les pertes suivantes : 197 tués, 488 blessés et 334 disparus soit 1 019 hommes[2].
- 13 mars : retrait du front de Verdun - Repos.

- 27 mars : le régiment débarque à la gare de Verberie (Oise). Cantonnement à Rhuis et Verberie : repos et instruction.
- 26 avril : le régiment relève dans le secteur C Nord à Quennevières, commune Moulin-sous-Touvent (Oise), le 319e RI.
- Mai, relèves, en alternance, dans différents CR avec les 409e RI, 86e RI de la 49e brigade d'infanterie et le 71e RIT. Occupation des CR Mingasson et de l’œuf.
- Juin : le bataillon d’Arbonneau du 408e RI passe provisoirement dans le secteur de la 49e brigade d'infanterie. Occupation des C.R des Bouleaux et des Peupliers. À la fin du mois de juin, la zone de la 303e brigade comprend alors les C.R de Quennevières Nord, Quennevières Sud – Vannier – Bouleaux et Touvent.
- Juillet : le 408e est dans le secteur d’Ecafaut (occupation du CR de Vannier) – secteur d’Attichy (CR des Peupliers).
- Du 18 au 22 août : la 120e DI est relevé par la 53e DI.
- 24 août : la 120e DI se porte dans la région de Crèvecœur – Breteuil ; le 408e RI est à Hardvillers et Troussencourt.
- 3 septembre : la 120e DI se rend dans la zone Cantigny, Courtémanche, Mesnils Saint Georges, Belle Assise, Broyes (ouest de Montdidier), Serevillers, Folleville, Le Plessier (Somme).
- 9 septembre : la 303e brigade arrive au  Nord de Caix pour le 408e et au Sud de Caix pour le 409e. Elle est placée en réserve du 35e corps d'Armée. Le 408e cantonne à Vauvillers, Caix et au Camp des Chasseurs afin de soutenir au besoin la 49e brigade.
- 12 septembre : relève d’un bataillon de la 49e brigade au Bois Etoilé, Vermandovillers.
- 17 septembre : attaque de Vermandovillers puis occupation de différents CR (Prunier, Cerisier, etc.).
- 10 octobre : attaque en direction de Soyécourt et Ablaincourt. Occupation sous-secteur Ablaincourt jusqu’au 25 octobre.
- Le 26 octobre : le régiment fait mouvement et va cantonner à Montreuil sur Brèche (Oise) et Le Quesnel – Aulry (Oise). Repos et Instruction.
- 24 novembre : le 408e RI passe de la Xe Armée à la Ire Armée. Installation à Ars, Croix de Vaux, Rantigny, Cambronne-lès-Clermont, Vaux (Oise).
- 26 novembre : itinéraire Creil, Verneuil. Stationnement à Fleurnies, Saint-Christophe, Mont-la-Ville. La 120e DI se concentre dans la zone Crépy – Nantheuil le Haudoin.
- 29 - 30 novembre : La 120e DI quitte le département de l’Oise et débarque en gare de Liffol le Grand – Neufchâteau (Vosges). Pour le 408e RI cantonnements à Landaville le Haut, Certilleux, Cuicourt, Trebeuville et Villart.
- Rattachement de la 120e DI au DAL. Manœuvres, instructions et repos durant quatre semaines.
- 30 décembre : départ de la gare de Neufchateau  en direction Verberie (Oise).

#### Année 1917
- Janvier : occupation dans le secteur Saint-Amand des C.R Carmoy, Attiche. Cantonnement aux carrières de Montigny – Machemont (Oise).
- À partir de fin janvier : Occupation d’un sous-secteur à Canny-sur-Matz (Oise) – travaux importants sur l’arrière de la 1re ligne. Renfort pour manutention en gare de Ressons-sur-Matz, etc.
- 14 au 19 mars : Repli du front allemand de la poche de Noyon – Poursuite en direction de Guiscard (sur près de 19 km à vol d’oiseau).
- 20 mars : Retrait du front. Cantonnement à La Berlière.
- 2 avril 1917, la 120e DI après avoir relevé la 62e DI (14e CA) est placée en réserve de la IIIe Armée. En position d’attente, jusqu’au 13 avril, elle fournit des travailleurs à différents services (routier, génie, etc.). 14 avril : La 120e DI relève la 25e DI. Le 408e est placé en réserve.
- 3 au 26 mai : Occupation sous-secteur Nord du secteur Dallon (Sud-Ouest de Saint-Quentin).
- 17 juin au 29 juin : Secteur Zone Gricourt – Fresnoy (Nord-Ouest de  Saint-Quentin).
- 30 juin : Retrait du front – embarquement en train à destination du département de la Meuse. Le 13eCA passe sous le commandement de la IIe Armée.
- 2 juillet au 18 juillet : Cantonnement à Seigneulles (proximité de Bar-le-Duc) puis à Lavoye.
- 23 juillet : Le Régiment relève dans le sous-secteur des Rieux (Zône Avocourt) le 303e RI. À partir de ce moment le Régiment en entier entre sous le commandement du Colonel commandement l'infanterie divisionnaire 97.
- 21 au 27 août : Repos.
- À partir du 28 août : Occupation des quartiers de Han-sur-Meuse (devant le fort du Camp des Romains) et de Bislée avec l’occupation de la 2e ligne du sous-secteur de Brasseitte (du 5 au 18 septembre).
- 19 au 23 octobre : Repos.
- À partir du 24 octobre : Transfert de la 120e DI à destination de la région de Verdun. Le 408e passe par le circuit d’Haudainville. Nuit du 24 au 25, les 1er et 2e Bataillons vont au ravin des Vignes. Occupation de quartiers dans le secteur de Louvemont - soutien au ravin de Mavaux.
- 9 novembre : En renfort du 225e RI au quartier des 4 Chemins – sous-secteur Chaume.
- 5 au 9 décembre : Le régiment quitte les abords de Verdun pour se rendre dans la région de Noyers - Auzécourt (Meuse) où il cantonne jusqu’au 26. Repos et instructions.
- 21 décembre 1917, la 120e DI commence à relever la 26e DI dans le secteur de Grange-le-Comté qui fait partie de la localité de Clermont-en-Argonne. Ce lieu-dit est situé dans le Sud de Vauquois à environ 13 km à vol d’oiseau. La 120e DI passe aux ordres du 13e CA.
- 27 décembre : Le Régiment se porte dans la région de Foucaucourt-sur-Thabas, Evres et Vaubecourt (Meuse). Le 28, il cantonne dans les camps Riboullaud, Besnier et Bondet.

#### Année 1918
- De janvier au 16 mai : Vauquois.
- 30 mai : Participation à la 2e Bataille de la Marne dans la région de Chatillon-sur-Marne puis occupation du sous-secteur de Vandières quartier de Trotte).
- 15 au 20 juillet : Offensive allemande du Bois de Courton.
- 3 août : Repos, instruction, reconstitution des effectifs – cantonnements à Autrécourt, Rarécourt et Lavoye.
- 9 au 11 août : Mouvements à destination de Sivry puis Germonville (N-O de Verdun).
- 22 août au 10 septembre : Occupation de différentes positions : secteur de Talon-Poivre (C.R Provence), secteur de Forges, sous-secteur Mort-Homme (C.R Bethincourt, C.R Forges et C.R Mort-Homme). Relève par le 132e RI US (en).
- 12 au 21 septembre : relève du 89e RI italien (it) - occupation sous-secteur Argonne (C.R Chalet-Est et Ouest). Le 305e RI US (en) relève le 408e.
- 22 au 28 septembre : Mouvements à destination de Minaucourt et Somme-Bionne (Marne).
- 29 et 30 septembre : Reconnaissances en direction de Grateuil, Ardeuil et de Vieux (Marne).
- 1er au 14 octobre : participation à l’offensive du 9e CA. Attaque du plateau (ou) de la Croix des Soudans – En réserve de la Division.
- 15 octobre : regroupement du régiment au N.O de Somme-Py.
- 17 au 29 octobre : Mouvement du Régiment par Suippes, Mourmelon-le-Petit, Saint- Soupplet, Ornes puis Quilly.
- 30 octobre : Relève du 319e RI et des éléments du 21e RI tchécoslovaque (cs) dans le secteur de Vandy et Terron-sur-Aisne (Ardennes).
- 1er au 9 novembre : attaques répétées et progression en direction de la Wagnerie – Les Alleux – Les Quatre-Vents, Le Chesne, Terron-Lès-Vendresse, Omicourt, Saint-Aignan.
- 10 novembre : stationnement à Vendresse et Terron-Lès-Vendresse.
- 11 novembre au 21 novembre : Mouvements du régiment vers Le Chesne, Bourcq, Aure, Camp de Montpellier (1500 m au nord de Somme-Suippe) et au camp de Souches (1500 m au nord du Camp Montpellier), Croix-en-Champagne, Camp Castelnau, Camp de Tremblay.
- 22 novembre : Le Régiment s’embarque à la gare de Saint-Hilaire au Temple à destination de Troyes où il est mis à la disposition de la Commission de Gare.
- 2 décembre : Le Drapeau du Régiment est décoré de la Croix de Guerre à l’Ordre du Corps d’Armée.
- 12 décembre : Une partie du Régiment se porte à Somme-Vesle et Poix. Le 1er Bataillon reste à Troyes à disposition du Commissaire Militaire.
- 13 au 25 décembre : Le Régiment se porte par Bussy-le-Repos, Jussecourt-Minecourt, Villiers-en-Lieu, Sandrupt, Saint-Dizier, Chancenay. Longeville, Saint-Aubin, Pagny-sur-Meuse, Toul, Maron, Laneuveville (devant Nancy).
- 28 décembre : Les éléments du 2e Bataillon vont cantonner à Château-Salins. Le 3e Bataillon fournit un service d’ordre dans les gares de Luneville, Jarville, Blainville, Mancy-Saint-Jean, Varangeville, Charmes.
- 29 au 31 décembre : Les éléments du 2e Bataillon fractionnés en 3 détachements sont dirigés sur Leyr, Nomeny et Custines pour encadrer des travailleurs Russes et procéder à la relève des éléments territoriaux chargés de l’encadrement des prisonniers de guerre Roumains.

#### Année 1919
- 10 janvier : le général de Mitry, commandant la 7e armée remet, ce jour-là, la Croix de Guerre aux Drapeaux du 38e RI, du 408e RI, aux fanions des Cies du génie 26/3M, 26/56M, de la section sanitaire automobile 19 et accroche la fourragère au drapeau du 86e RI[3].
- 16 janvier : Le 1er Bataillon du 408e RI est constitué en unité et formé à 4 compagnies d’Infanterie. Il est appelé au service des chemins de fer d’Alsace-Lorraine.
- 20 janvier : Les 2e et 3e Bataillon du 408e RI sont dissous. Les Officiers, Sous-officiers, caporaux et soldats sont répartis au sein des 38e et 86e RI (49e Brigade) lesquels réintègrent la 25e division d’Infanterie.
- Au terme de sa campagne, le régiment enregistre la perte de 27 officiers, 85 sous-officiers, 112 caporaux et 978 soldats soit 1.202 hommes Morts pour la France[4].

## Traditions

### Drapeau
Il porte, cousues en lettres d'or dans ses plis, les inscriptions suivantes :
- Verdun 1916
- L'Aisne 1917
- Reims 1918
- Le Chesne 1918

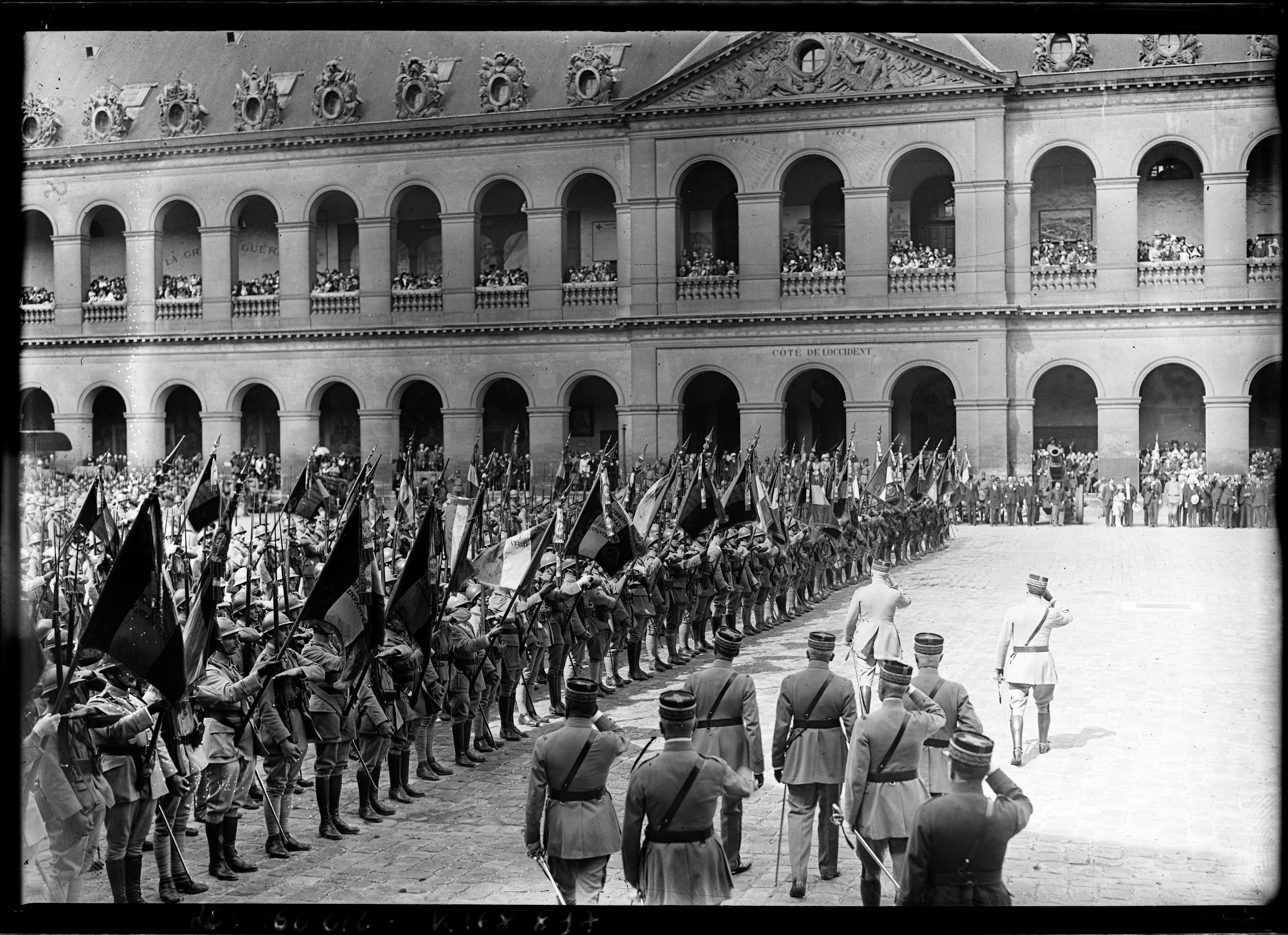
Remise des drapeaux des régiments de la série 400 au Musée de l'Armée le 13 7 1920.

Le 21 février 1922[réf. nécessaire], 390 drapeaux de régiments dissous, dont celui du 408e RI, rejoignent au musée des Invalides les drapeaux et étendards de la Révolution et de l'Empire.

### Décorations
Il obtient la fourragère aux couleurs de la Croix de guerre 1914-1918 le 2 août 1918.
Le 4 août 1918, le général Mordacq, commandant la 120e division d'infanterie, déclare :
 
« Le 408e RI va être cité à l’ordre de l’Armée pour sa belle défense du Bois de Courton et pour la mission héroïquement remplie par l’un de ses bataillons de tenir « jusqu’au dernier homme » la position avancée du Bois des Éclisses. Par Décision du 2 août 1918, le Général en Chef l’autorise à porter la Fourragère. Le Régiment est jeune mais son historique est riche en faits d’armes glorieux et les noms abondent qui peuvent inscrits dans les plis de son Drapeau : Vaux, Vermandovillers, Ablaincourt, le Bois Verlot et Saint Quentin, la Cote 304, la Marne, Courton et les Éclisses sont les plus marquants parmi tant d’autres dont il peut être fier. Le Général commandant la 120e DI adresse ses chaleureuses félicitations au Colonel Morand, aux Officiers et à tous les militaires du 408e RI. Leur volonté de vaincre qui a surmonté toutes les difficultés assurera la victoire définitive. ».

## Chefs de corps
- Lieutenant-colonel Gatel du 1er avril 1915 au 30 janvier 1917 ;
- Lieutenant-colonel Théveney du 30 janvier 1917 au 30 juin 1917 ;
- Lieutenant-colonel Morand du 4 juillet 1917 au 9 décembre 1918 ;
- Lieutenant-colonel Hartemann du 9 décembre 1918 au 20 janvier 1919.

## Personnalités ayant servi au sein du régiment
- Claude Chandon (1894-1944), résistant français, Compagnon de la Libération, a servi au régiment de 1915 à 1919.